# SF Baumberg
Sportfreunde Baumberg e. V. é uma agremiação esportiva alemã, fundada em 1962, sediada em Baumberg, em Monheim am Rhein.

## História
O clube foi fundado em 1962. A equipe de futebol tem atuado a nível local até a década de 80 na Bezirksliga. Em 1990, chegou à Landesliga Niederrhein, em 1991, (atrás do Bayer Dormagen), 1992 (atrás do Bayer Wuppertal) e 1995 (atrás do Zons FC). 
Em 1998, disputou a Bezirksliga. Na temporada 2005/06 foi o campeão do clube da Landesliga pela primeira vez e conseguiu subir para a quinta divisão, a Verbandsliga Niederrhein. Seguiram-se dois anos de recuperação, seguidos de descida. Na temporada de 2009/10, o SF Baumberg se sagrou campeão da Landesliga.
Os fãs do clube são desde 2011 sócios do Fortuna Düsseldorf. No aniversário de 50 anos do Bamberg, em outubro de 2012, houve um amistoso entre ambos os clubes amigos e o Fortuna Dusseldorf o derrotou pelo placar de 5 a 0 diante de 1.962 espectadores.